# Gibárt
Gibárt é um município da Hungria, situado no condado de Borsod-Abaúj-Zemplén. Tem 5,33 km² de área e sua população em 2015 foi estimada em 318 habitantes.